# الأمن والمخابرات الدنماركية
مصلحة الأمن والمخابرات الدنماركية (بالإنجليزية: Danish Security and Intelligence Service)‏ وتعرف اختصارا بDSIS هو جهاز الأمن الوطني والمخابرات في الدنمارك. تُركز الوكالة فقط على الأمن القومي، ويتم التعامل مع عمليات الاستخبارات الأجنبية من قبل خدمة استخبارات الدفاع، خدمة المخابرات الأجنبية التي يديرها الدفاع الملكي الدنماركي.
الغرض العام المعلن من الجهاز هو «منع والتحقيق ومواجهة العمليات والأنشطة التي تشكل أو قد تشكل تهديدًا للحفاظ على الدنمارك كدولة حرة وديمقراطية وآمنة». 

## روابط خارجية
- الموقع الرسمي
 باللغة الإنجليزية